# Oscar Rappe
Oscar Ludvig Rappe, född 27 mars 1865, död 23 juli 1935, var en svensk friherre och bankdirektör.
Rappe var anställd i Stockholms handelsbank 1897–1926, från 1909 som direktör. Han ivaldes som ledamot nr 594 av Kungliga Musikaliska Akademien den 29 oktober 1928 och var ledamot av akademiens förvaltningsutskott 1929–1933.